# Gallimarkt (Mainburg)

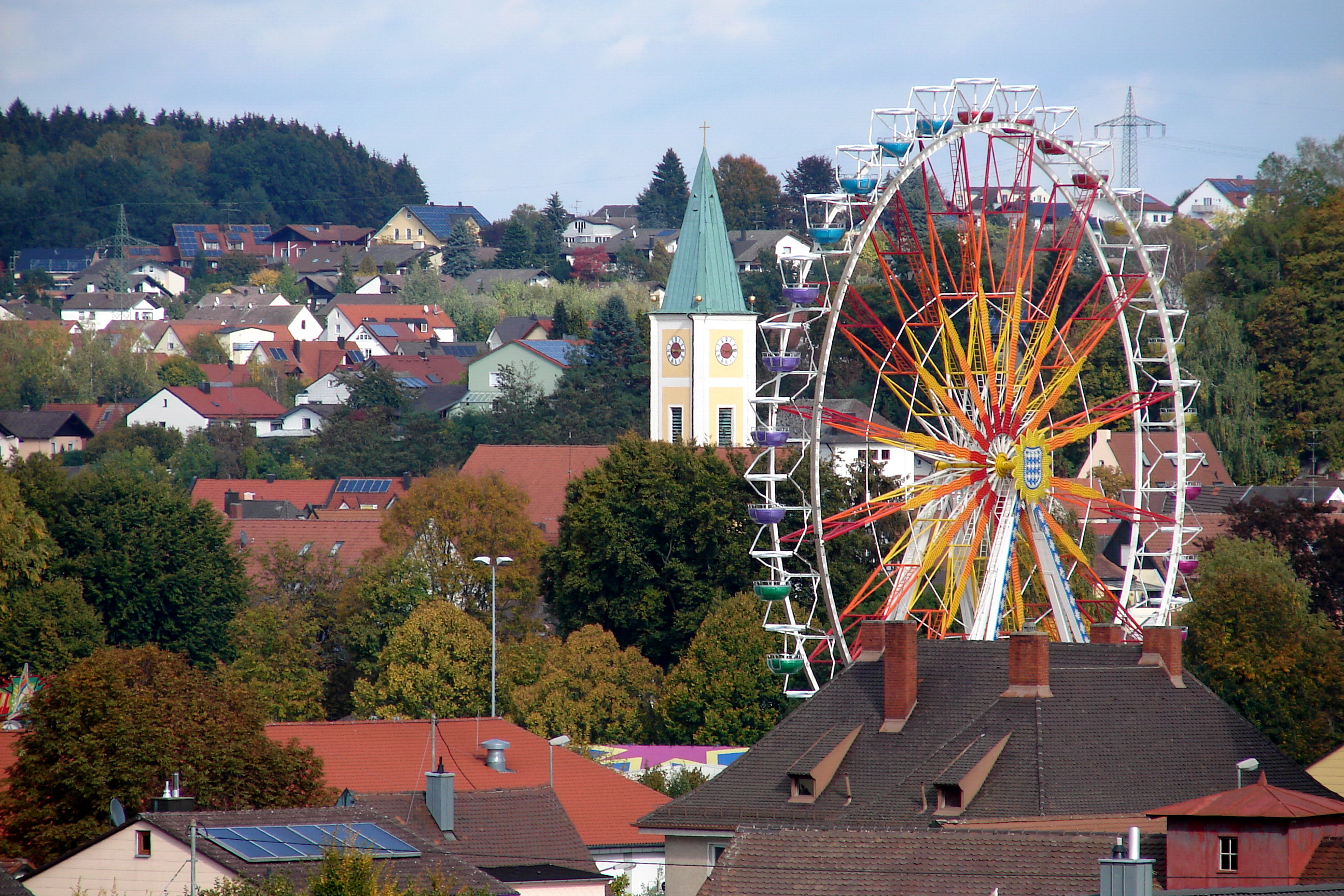
Stadtpfarrkirche mit Riesenrad

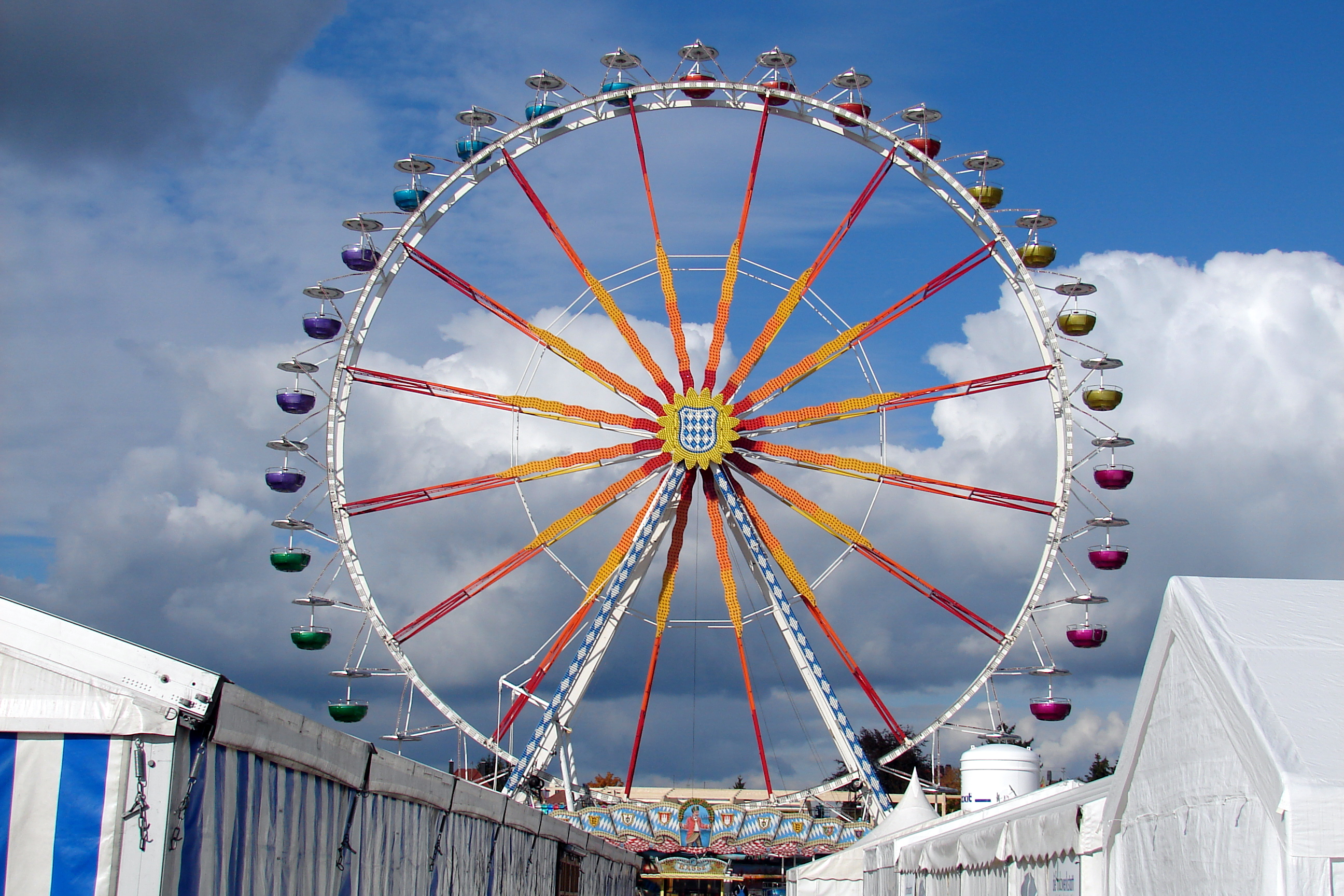
Riesenrad auf dem Markt

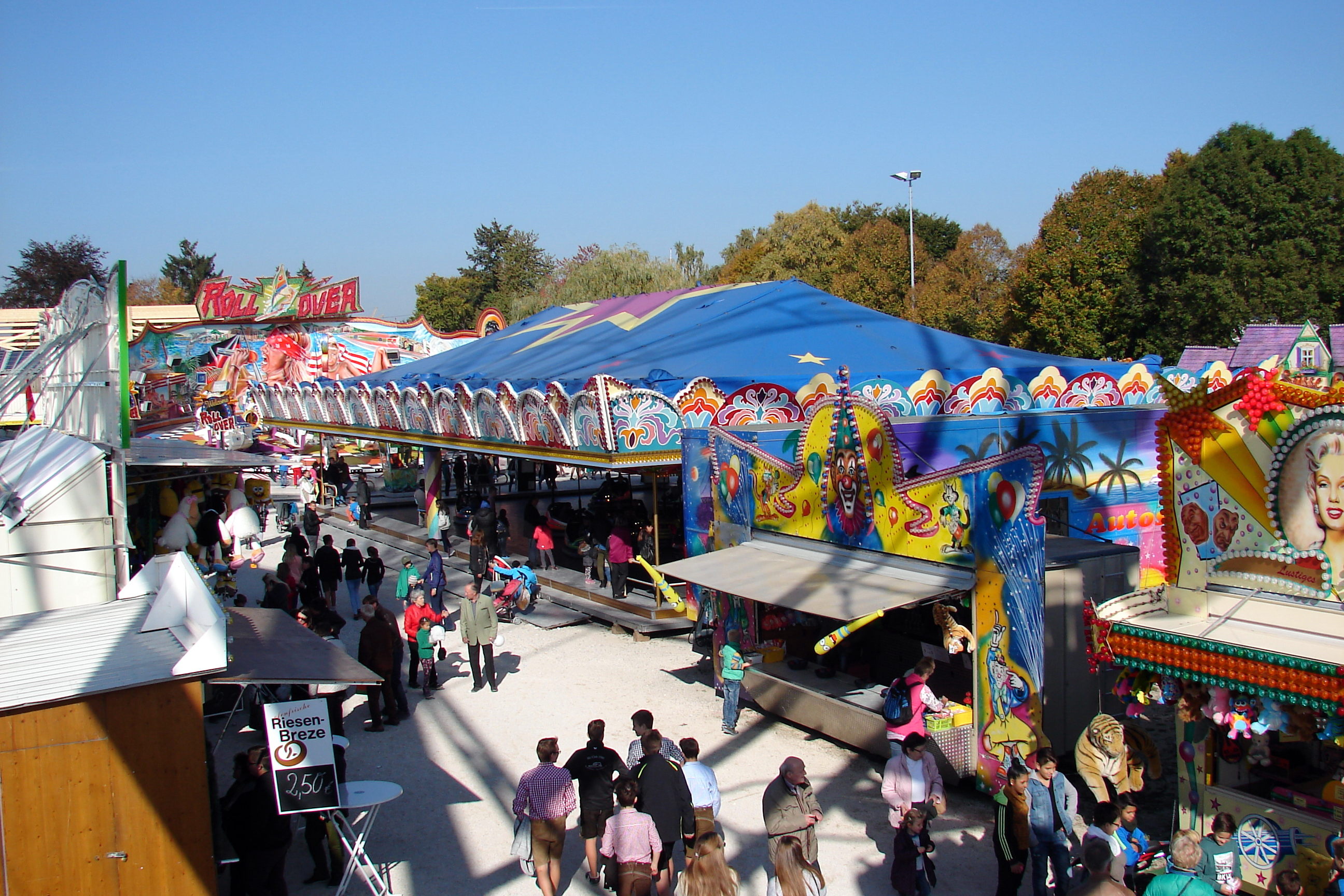
Fahrgeschäfte auf dem Gallimarkt

Der Gallimarkt, das „Hallertauer Oktoberfest“ in Mainburg, ist einer der ältesten Jahrmärkte in Bayern. Er ist nach dem Heiligen Gallus benannt, dessen Namenstag am 16. Oktober gefeiert wird.

## Geschichte
1397 verlieh der Herzog von Bayern-München Mainburg das Recht, zusätzlich zum Eisenmarkt am 20. Juli einen zweiten Markt am Gallustag abzuhalten. Da der amtierende Herzog Johann II. zu dieser Zeit im Sterben lag, vermuten Historiker, dass sein Bruder Stephan III. von Bayern-Ingolstadt die Verleihung vollzog.
Zum 600-jährigen Jubiläum im Jahr 1997 wurde der Gallimarkt auf elf Tage erweitert und mit einem historischen, mittelalterlichen Festzug gefeiert.

## Gallimarkt heute
Mittlerweile dauert das Fest vier Tage und wird am Wochenende des zweiten Sonntags im Oktober gefeiert. Im Lauf der Jahre wechselte der Markt mehrmals den Standort, so fand er unter anderem am Marktplatz und am Griesplatz statt.
Seit 1949 ist dem Gallimarkt eine Landwirtschaftsausstellung an der Abens angeschlossen. Ursprünglich wurden nur Gerätschaften für die Hopfenpflanzer gezeigt, heute hat sie sich zu einer allgemeinen Gewerbeschau entwickelt.

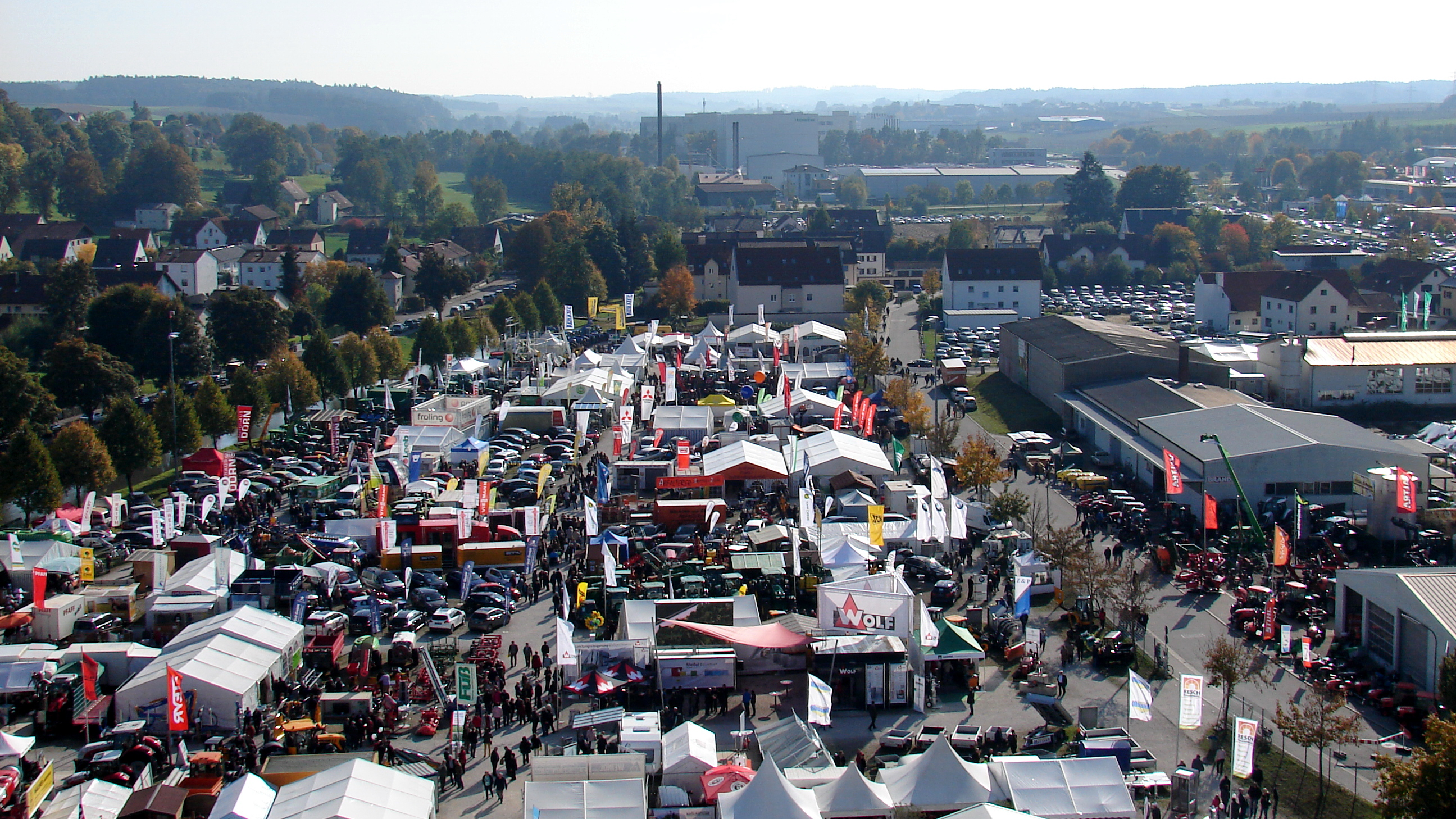
Landmaschinen- und Gewerbeschau mit Hopfenfachmesse "HopFa"
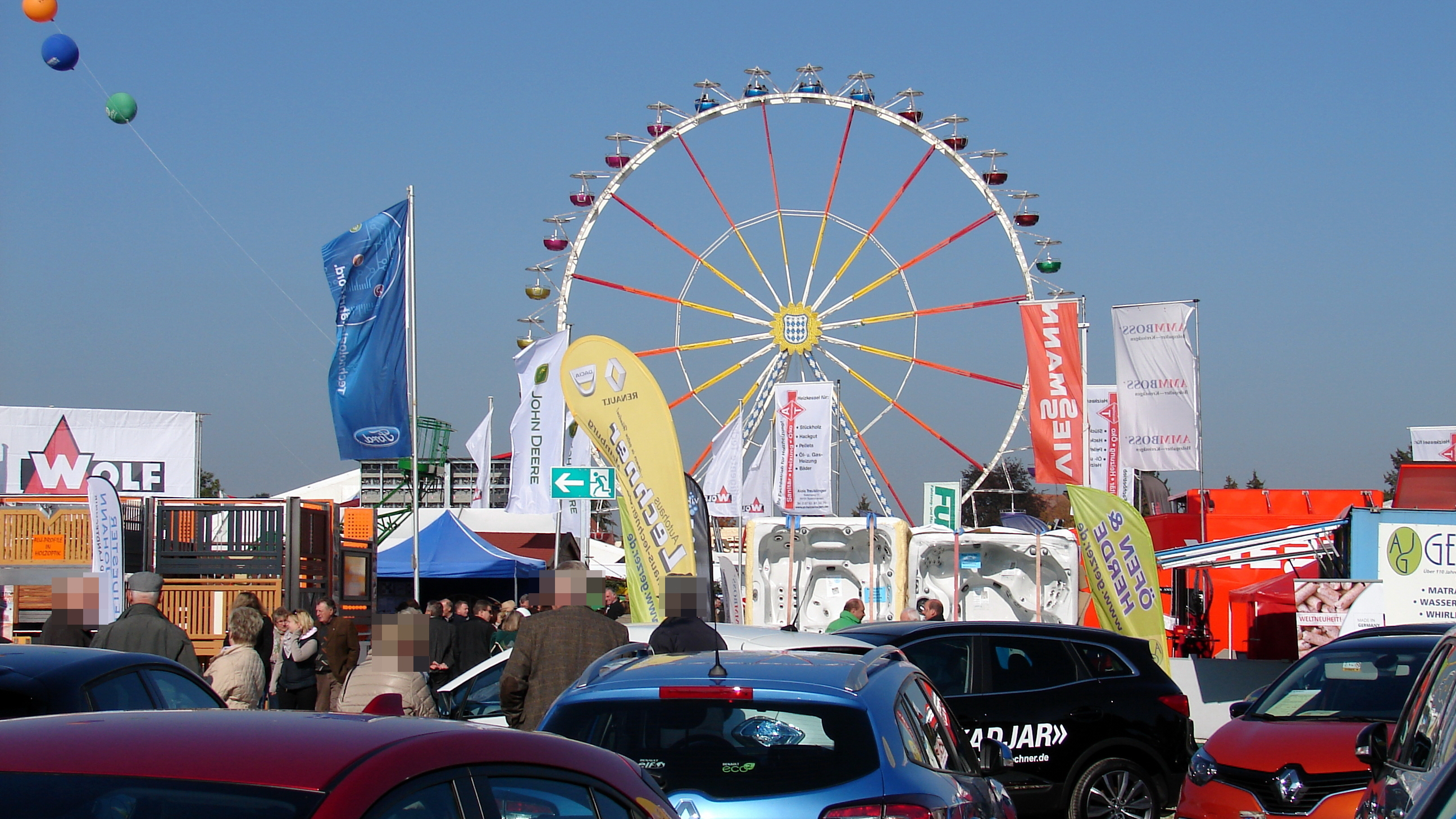
Gewerbeschau mit Riesenrad